# Okružák ploský
Okružák ploský (Planorbarius corneus) je druh sladkovodního plže z čeledi okružákovití (Planorbidae).

## Popis
Silnostěnná ulita dosahuje velikosti asi 30 mm na šířku a 13 mm na výšku. V mládí má na ulitě štětinky, které se postupně ztrácejí.[zdroj?] Ulita je pravotočivá, ale anatomie je jako u levotočivých plžů. V krvi má hemoglobin. Živí se řasami. Může být taky mezihostitelem řady parazitárních onemocnění. Často vyplave na hladinu, aby se nadechl. Má však v tělní tekutině rozpuštěné červené barvivo – hemoglobin, které dobře váže kyslík. Vydrží tak pod vodou mnohem déle než plovatka bahenní. Jeho ulita je ze stran zploštěná.
Podle českého check-listu měkkýšů se jedná o málo dotčený druh (LC).

## Galerie

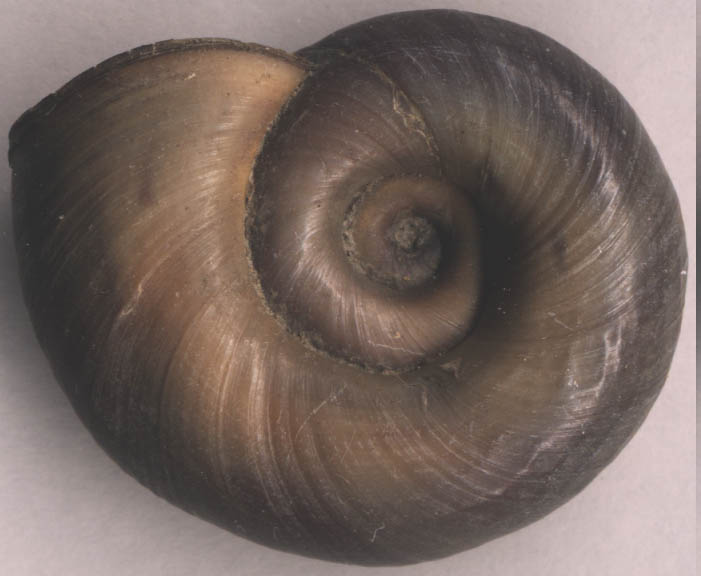
ulita zespodu
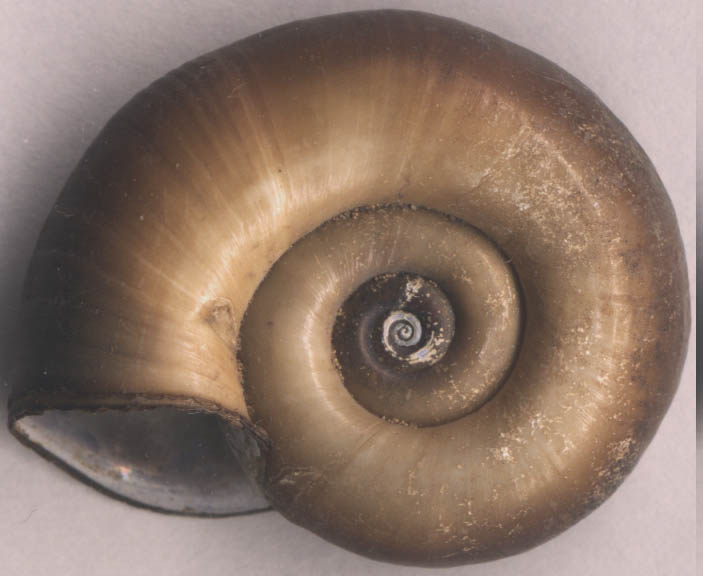
ulita shora